# Зипун

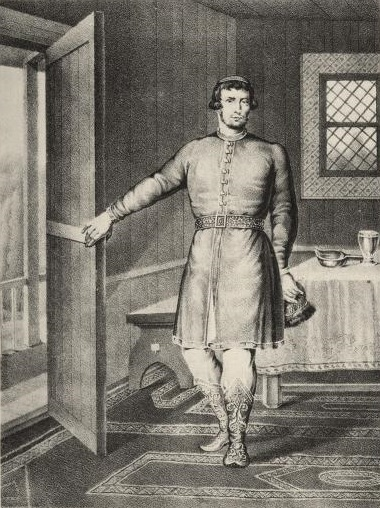
Чоловік у зипуні, на голові його таф'я, а в руці шапка. XVII століття

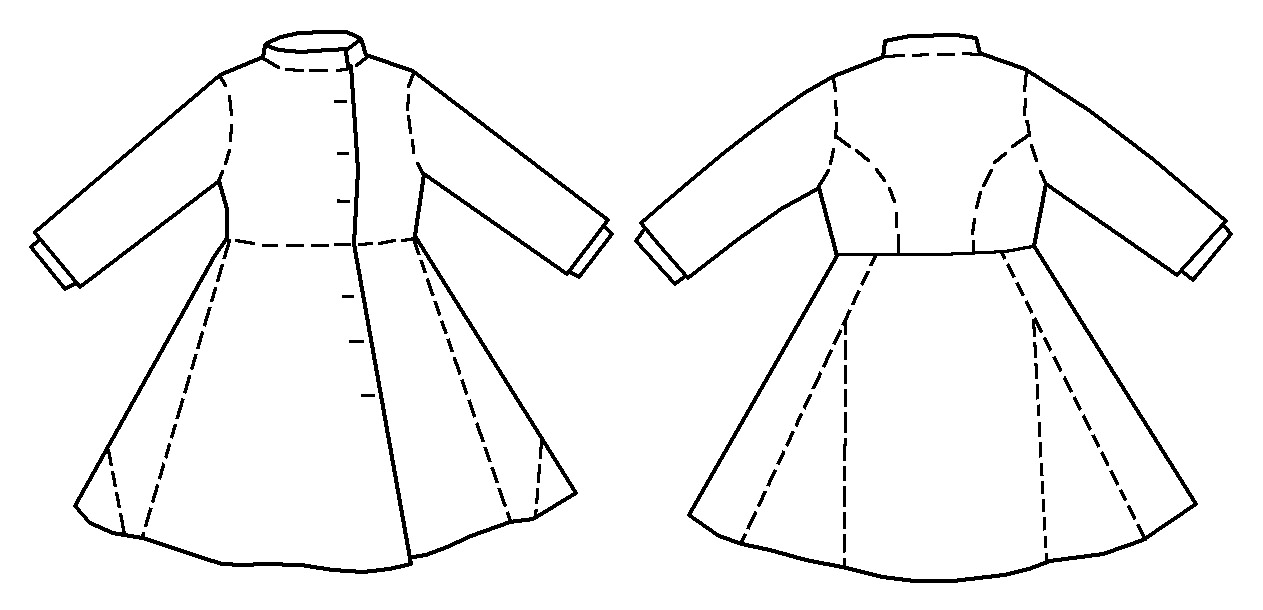
Крій зипуна.

Зипу́н (рос. зипун) — старовинний російський верхній селянський одяг. Являє собою каптан без коміра, зшитий з грубого доморобного сукна яскравих кольорів зі швами, оздобленими контрастними шнурами.
Слово зипун походить через грец. ζιπούνι чи венец. zipón від італ. giubbone (giuppone), похідного від giubba/giuppa («куртка», звідки також «юпка») < араб. جُبَّة («верхній одяг», звідки також «шуба»). До giubbone сходить і слово «жупан».
У письмових джерелах уперше згадується в «Домострої». Широко відомий з XVII століття, позначаючи чоловічий і жіночий верхній одяг.
У XVIII — початку XX століть у донських козаків зипун надягався під бешмет, на більшій частині великоросійських земель використовувався тільки як верхній одяг.
Зипун був як повсякденним, так і вихідним одягом. Повсякденні зипуни шили з білого чи сірого доморобного сукна, святкові — з фабричного сукна чорного і синього кольорів. Мав довгі рукави, застібався справа наліво на гаплики чи шкіряні ґудзики і шкіряні ж петлі, комір був пристібним (рос. ожерелье) чи взагалі відсутнім.